# Superintendente general de Hacienda
El superintendente general de Hacienda era un supremo magistrado a cuyo cargo se hallaba la dirección de la Hacienda pública, el conocimiento de las cargas y rentas del estado y el escrutinio y elección de los medios conducentes a hacerlas productivas y a llenar el déficit que resulte entre el cargo y la data. 
Esta fue la idea que de tan elevado ministerio se formó a Fernando Joaquín Fajardo, vi marqués de los Vélez, a quien Carlos II nombró por primer superintendente general de la Hacienda en 3 de enero de 1687. Tan alta dignidad reunía en sí la suprema y privativa judicatura de todas las rentas y en su virtud le correspondía el nombramiento de los subdelegados y la confirmación de las sentencias que estos dieran, recibiendo de ella los administradores y dependientes las órdenes relativas al cobro de las rentas y contribuciones.